# Crotalaria brachycarpa
Crotalaria brachycarpa är en ärtväxtart som beskrevs av George Bentham. Crotalaria brachycarpa ingår i släktet sunnhampor, och familjen ärtväxter. Inga underarter finns listade i Catalogue of Life.